# Taban Air
Taban Air – irańska linia lotnicza z siedzibą w Teheranie, z główną bazą w Meszhed. Obsługuje połączenia międzynarodowe, krajowe i czarterowe.